# المؤسسة الوطنية للبحوث التعليمية
تأسست المؤسسة الوطنية للبحوث التعليمية في عام 1946 كمركز للبحوث والتطوير في مجال التعليم في إنكلترا وويلز. ويقع مقر المؤسسة في 'المير' في سلاو، بيركشاير، إنكلترا. وللمؤسسة أيضا مكتبان في سوانسي ويورك. ويشمل عمل المؤسسة البحوث التعليمية، وتقييم البرامج التعليمية والتدريبية، ووضع تقييمات وخدمات إعلامية تخصصية. ويرعى المعهد أيضا قاعدة بيانات البحوث التعليمية الحالية في المملكة المتحدة، التي تتضمن تفاصيل البحوث الحالية أو الجارية في مجال التعليم والتخصصات ذات الصلة، ويستضيف وحدة Eurydice لإنكلترا وويلز وايرلندا الشمالية، في Eurydice وهي شبكة المعلومات المتعلقة بالتعليم في أوروبا. وأسس اتحاد كرة القدم الوطني نفرنلسون، وباعه إلى تقييمات غرانادا للتعلم/GL لمجموعة 11+ وغيرها من امتحانات الدخول المشتركة في عام 2000.

## الأقسام
وهناك خمس إدارات رئيسية تقوم بالبحوث وطائفة من الخدمات الأخرى؛
إدارة البحوث في مجال التقييم والقياس
- إدارة البحوث والتقييم والمعلومات
- البحوث وعمليات المنتجات
- فريق البحث والتحليل الإحصائيين
- خدمات الاتصالات والتسويق والمعلومات